# Antonio Edwards
Antonio Edwards (Moultrie, 10 marzo 1970) è un ex giocatore di football americano statunitense che ha militato nel ruolo di defensive end nella National Football League (NFL).

## Carriera
Nel Draft NFL 1993, Edwards fu scelto dai Seattle Seahawks nel corso dell'ottavo giro (204º assoluto). Vi giocò fino a parte del 1997, con un record in carriera di 5,5 sack nel 1995. Le ultime annate nella NFL le passò con i New York Giants (1997), Atlanta Falcons (1998) e Carolina Panthers. Nel 2001 fu scelto come 12º assoluto nel draft della XFL, giocando nei Las Vegas Outlaws nell'unica stagione di esistenza della lega. 

## Palmarès
- National Football Conference Championship: 1

Atlanta Falcons: 1998